# ライトストーム・エンターテインメント
ライトストーム・エンタテインメント（英：Lightstorm Entertainment）は、アメリカ合衆国の独立系映画製作会社。
1990年、ジェームス・キャメロンとラリー・カザノフによって設立されて以来、『ターミネーター2』『タイタニック』、『アバター』などのプロデュースに携わってきた 。キャメロンはライトストームのブランド名で他の映画製作者を雇っている。

## 主な作品
- ターミネーター2 Terminator 2: Judgment Day (1991)
- アビス(完全版) The Abyss: Special Edition (1993)
- トゥルーライズ True Lies (1994)
- ストレンジ・デイズ/1999年12月31日 Strange Days (1995)
- T2 3-D バトル・アクロス・タイム T2 3-D: Battle Across Time (1996) - アトラクション製作
- タイタニック Titanic (1997)
- ソラリス Solaris (2002)
- アバター Avatar (2009)
- サンクタム Sanctum (2011)
- アリータ: バトル・エンジェル Alita: Battle Angel (2019)
- ターミネーター:ニュー・フェイト Terminator: Dark Fate (2019)
- アバター:ウェイ・オブ・ウォーター Avatar: The Way of Water (2022)
- Avatar: Fire and Ash (2025)
- Avatar 4 (2029)
- Avatar 5 (2031)